# 足利義純
足利 義純 / 畠山 義純（あしかが よしずみ / はたけやま よしずみ）は、鎌倉時代初期の足利一族の武将。源姓畠山氏・岩松氏の祖。
足利太郎。官位は従五位下遠江守。左衛門少尉、蔵人。

## 生涯
承安4年（1174年）、足利義兼の長男として誕生した。母は遊女（『尊卑分脈』）。大伯父・新田義重に新田荘で養育されたという。
元久2年（1205年）、畠山重忠が北条氏により滅ぼされる（畠山重忠の乱）。北条政子・義時姉弟は、重忠の妻であった妹（北条時政の娘）を憐れみ、義純と婚姻させ、畠山の名跡と跡式（所職）などを相続させた。
なお、義純は時政女を所生とする畠山重忠の娘と婚姻したという説もある。「津川本畠山系図」では、義純の三男・畠山泰国の項目に、「母平氏重忠女（）」と記述されている。また、「始称畠山母方氏也」「外祖父重忠遺領々之」とあり、重忠の遺領を与えられたのは、義純ではなく泰国であることと、畠山を名乗るようになったのは泰国からであることが読み取れる。
義純は元々従兄弟である新田義兼の娘・来王姫と結婚しており、時兼・時朝らを儲けていたが 、妻子と義絶しての継承であった。ただ、義純の生涯については不明な点も多く、来王姫も畠山重忠の乱以前に既に死去していた可能性もある。
また、新田氏からも畠山氏（正確には重忠の未亡人。また、異説として時政女を所生とする畠山重忠の娘）からも義純に所領が継承された形跡はなく、岩松時兼・田中時朝・畠山泰国のいずれもが母方から直接所領を継承して各々の家の祖となったもので、義純を岩松氏や源姓畠山氏の祖とするのは正しくないとする指摘もある。さらに岩松氏の所領の中に畠山重忠の旧領由来と思われる武蔵国大里郡の所領が含まれているとの指摘がある。
これにより秩父平氏の流れを汲む畠山氏は、河内源氏の一系・足利一門として存続することになった。
承元4年（1210年）10月17日、死去。37歳。法号は、最乗寺一峰義空大居士。